# Вітебський кур'єр
«Вітебський кур'єр» — інформаційно-публіцистичне видання у Вітебській області, що існує з 1989 року (видання з подібною назвою видавалось також на початку XX століття). Єдина у регіоні незалежна газета, яка виходить значним тиражем в друкованій версії.

## Історія

### Дореволюційне видання
У квітні 1906 р. вітебські купці Ізраїль та Меєр Неймани подали прохання на ім'я губернатора Б. Гершау фон Флотова з проханням дозволити їм видання листівки під назвою «Вітебський кур'єр». Її перший номер вийшов 2 травня 1906 р. (до цього єдиним періодичним виданням в місті були «Вітебські губернські відомості» (1838—1917 рр.) — орган Вітебського губернського правління). Газета видавалася форматом 296х219 міліметрів. У ній друкувалися інформаційні повідомлення Санкт-Петербурзького телеграфного агентства, замітки, передруковані з інших, в основному, російських газет. Тут друкувалися також найсвіжіші новини, оскільки газета виходила двічі на день. Непарні номери видавалися під заголовком «Телеграми вечірні», а в парних номерах публікувалися «Телеграми ранкові». Всього вийшло 37 номерів газети. Останній був надрукований 30 травня 1906 р. (всі номери зараз зберігаються в Російській національній бібліотеці в Санкт-Петербурзі).

### Відродження газети
Восени 1989 року вітебські фотожурналісти Володимир Базан та Ігор Лейкін вирішили випускати газету про культурне життя міста під назвою «Вітебський кур'єр». Обласним комітетом партії був організований громадський комітет сприяння газеті, до складу якого увійшли відомі в місті та республіці діячі культури: член Спілки письменників Давид Симанович, археолог підприємства «Белреставрація» та ініціатор створення клубу любителів старовини «Узгор'є» Ігор Тишкин, завідувач кафедри Вітебського педінституту Юрій Родіонов, голова Вітебського відділення Спілки художників СРСР скульптор Олександр Гвоздиков та інші. Творці «Вітебського кур'єра» головним напрямком газети обрали пропаганду досягнень літературного, музичного та театрального життя міста, а також народної та самодіяльної творчості . Теми основних публікацій пройшли узгодження з чиновниками відділу пропаганди і агітації обкому КПБ, яким журналісти змушені були пообіцяти, що газета не буде пропагувати «політичні погляди неформальних об'єднань». Бюро обкому партії дозволило видавати не газету, а бюлетень «Вітебський кур'єр».
30 грудня 1989 р. світ побачив нульовий номер інформаційного бюлетеня культурного життя міста «Вітебський кур'єр». Його засновником став міський центр культури.
Восьмиполосний двоколірний номер бюлетеня форматом А3 був надрукований тиражем 4 тисячі екземплярів. Ціна нульового номера газети становила 30 копійок. На першій сторінці бюлетеня повідомлялося про те, що всі кошти від продажу номера будуть перераховані на рахунок Республіканського дитячого гематологічного центру.
Після виходу нульового номера його творці протягом півроку вирішували питання, пов'язані з подальшим існуванням газети. Перший номер «Вітебського кур'єра» вийшов 9 червня 1990 р. Ціна видання, кількість сторінок у ньому, а також засновник залишилися колишніми.
Головним редактором газети співробітники редакції обрали Володимира Базана. У першому ж номері журналісти " Вітебського кур'єра " спробували привернути увагу громадськості до економічних, соціальних і моральних проблем суспільства. Вони не боялися критикувати міську владу за недоліки в її роботі. Тираж другого і наступних номерів «ВК» був збільшений вдвічі і досяг 8 тисяч примірників. Саме в «Вітебському кур'єрі» в 1990 р. вперше серед вітебських газет з'явилися статті про загрозу СНІДу, про проблеми білоруської рок-музики. Також були опубліковані інтерв'ю з опозиційним депутатом Верховної Ради УРСР Сергієм Наумчиком, митрополитом Філаретом, іншими відомими політиками і громадськими діячами, які висловлювали свою точку зору на події, що відбуваються в країні. Редакція отримувала кошти на видання газети тільки від реалізації номерів. Реклами на сторінках майже не було.
5 січня 1991 р. на першій сторінці, відразу під назвою, з'явився напис «Щотижнева міська газета» — з інформаційного бюлетеня міського центру культури «Вітебський кур'єр» перетворився на повноцінну газету. У 1991 р. її тираж збільшився до 10 тисяч примірників. 27 листопада 1992 р. «Вітебський кур'єр» отримав в Міністерстві інформації Республіки Білорусь нове свідоцтво про реєстрацію.
В 1995 р. співзасновником газети став вітебський кооператив «Майстер», після чого вона була перереєстрована під назвою «Вітебський кур'єр-М». У березні 1996 р. кооператив «Майстер» відмовився від права на заснування газети. 25 листопада 1996 р. видання знову пройшло перереєстрацію, зберігши назву «Вітебський кур'єр-М» і єдиного засновника — колектив редакції. У 1996 р. «Вітебський кур'єр-М» друкувався на 8 і 12 шпальтах формату А3. Останній 12-полосний номер газети вийшов 27 вересня 1996 р., після чого тижневик став друкуватися на восьми сторінках формату А2. У 1995 р. редакція отримала грант Білоруського фонду Сороса, на гроші якого було придбано комп'ютерне та інше обладнання, що дозволило самостійно виготовляти оригінал-макети номерів.

## Проблеми видання в 2008—2009 роках
Після того, як В. Базан відмовився підписувати документи на перереєстрацію ЗАТ "Видавничий дім «Вітебський кур'єр» і, відповідно, газети «Вітебський кур'єр-М», у серпні 2008 р. ЗАТ "Видавничий дім «Вітебський кур'єр» фактично було закрито владою. Базан володів 30 % акцій ЗАТ "Видавничий дім «Вітебський кур'єр», а згідно зі Статутом ЗАТ, перереєстрація та внесення змін до Статуту можуть бути прийняті при кворумі 75 % акцій. Таким чином В. Базан блокував будь-які дії з перереєстрації. В результаті, він був звільнений за численні прогули директором ЗАТ "Видавничий дім «Вітебський кур'єр» Жанною Поповою. Інші акціонери, окрім Ольги Карач, в буквальному сенсі самоусунулись від ведення справ в акціонерному товаристві. На місце редактора був прийнятий Володимир Івашкевич. Депутат міської ради 24 скликання Ольга Карач знову зібрала ту команду, яка працювала над «Вітебським кур'єром-М» і запропонувала продовжувати роботу. Газета була знову зареєстрована, але вже в Росії, що усунуло певні проблеми з друкарнею (газети з російською реєстрацією російські друкарні друкують набагато дешевше, аніж з білоруською).
Перший номер оновленого «Вітебського кур'єра» вийшов 18 вересня 2009 р. під редакцією Борщевського Олега Вадимовича. З листопада 2009 р. газета виходить у безперервному режимі раз на тиждень по четвергах. Початковий тираж становив 1000 примірників; з березня 2010 р. тираж становить 10 000 примірників. Газета виходить форматом А3, має 12 смуг, на першій та останній застосовуються елементи зеленого кольору. 80–90 % матеріалів газети — власного виробництва.

## Переслідування владою
Через правдиве і об'єктивне висвітлення білоруських реалій, тиражі газет постійно конфісковуються владою, а сайт «Вітебського кур'єра», після спеціального указу президента, став першим відключеним сайтом в списку незалежних інтернет-видань. Крім того, газета і розповсюджувачі видання постійно піддаються незаконним штрафам і переслідуванням.
В кінці серпня 2020 року наказом Міністерства інформації Республіки Білорусь доступ на сайт видання http://vkurier.by/ [Архівовано 26 серпня 2020 у Wayback Machine.] в країні був обмежений за висвітлення ресурсом протестів в Білорусі.
У січні 2022 року інтернет-ресурси «Вітебського кур'єра» були внесені до республіканського списку екстремістських матеріалів.

## «Вітебський кур'єр» у мережі Інтернет
19 січня 2010 р. у видання з'являється аккаунт у соціальній мережі Facebook.
22 березня 2010 р. подібна подія відбулася і в Twitter. Незалежна газета і її читачі отримали шанс залишатися на зв'язку навіть у складних ситуаціях.
5 липня 2010 р. раптово зник сайт «Вітебського кур'єра», розташований на хостингу Вітебської філії Белтелекому [9]. Експерти вважають, що це було результатом дії указу президента Білорусі про зачищення Інтернету [10]. І хоч у Вітебській філії Белтелекому стверджували, що видалення сайту було наслідком заявки замовника (в даному випадку засновника видання), що не відповідає дійсності, нове місце і адресу в білоруському сегменті Інтернету провайдер надати відмовився. 10 липня 2010 сайт незалежної газети відновив свою роботу за межами Білорусі за новою адресою: https://web.archive.org/web/20181130124304/http://vitebsk-kurier.info/. 
24 листопада 2011 р. у світ вийшов 100-й номер оновленого «Вітебського кур'єра». А на початку березня 2012 р. був запущений новий сайт видання (до цього кілька місяців працював у тестовому режимі) за адресою http://kurier.me [Архівовано 6 квітня 2012 у Wayback Machine.].

## Відомі журналісти
- Борщевський Вадим
- Борщевський Лявон
- Гуляєв Анатолій
- Жигулов Володимир
- Казакевич Дмитро
- Матвєєва Тетяна
- Петрушенко Микола
- Щукін Валерій